# Сан-Николау (Риу-Гранди-ду-Сул)
Сан-Николау (порт. São Nicolau) — муниципалитет в Бразилии, входит в штат Риу-Гранди-ду-Сул. Составная часть мезорегиона Северо-запад штата Риу-Гранди-ду-Сул. Входит в экономико-статистический микрорегион Санту-Анжелу. Население составляет 6060 человек на 2006 год. Занимает площадь 485,326 км². Плотность населения — 12,5 чел./км².
Праздник города — 23 ноября.

## История
Город основан 3 мая 1626 года.

## Статистика
- Валовой внутренний продукт на 2003 составляет 42.129.811,00 реалов (данные: Бразильский институт географии и статистики).
- Валовой внутренний продукт на душу населения на 2003 составляет 6.774,37 реалов (данные: Бразильский институт географии и статистики).
- Индекс развития человеческого потенциала на 2000 составляет 0,713 (данные: Программа развития ООН).

## География
Климат местности: субтропический гумидный.